# Ścieżka Rycerska

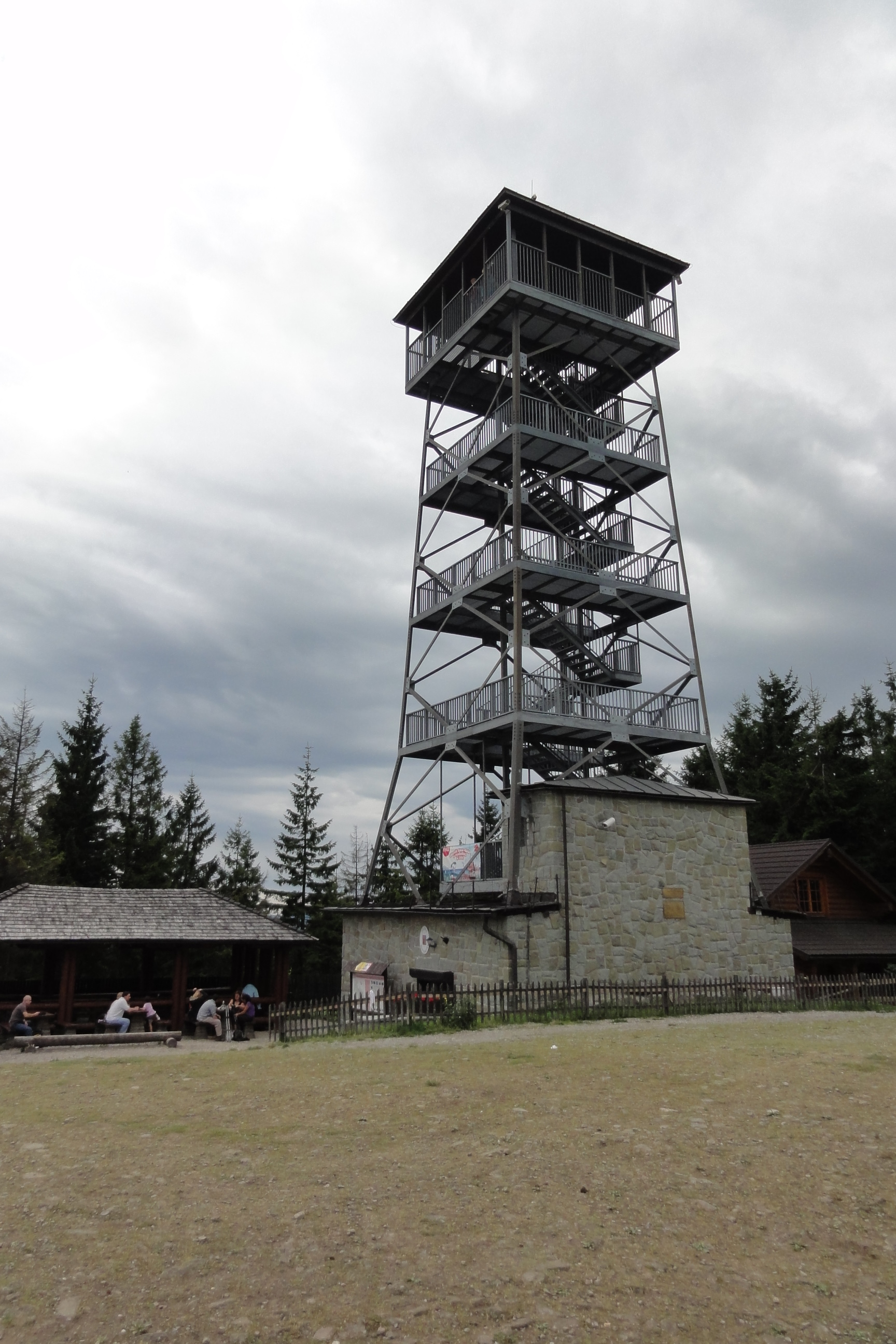
Wieża widokowa na szczycie Wielkiej Czantorii

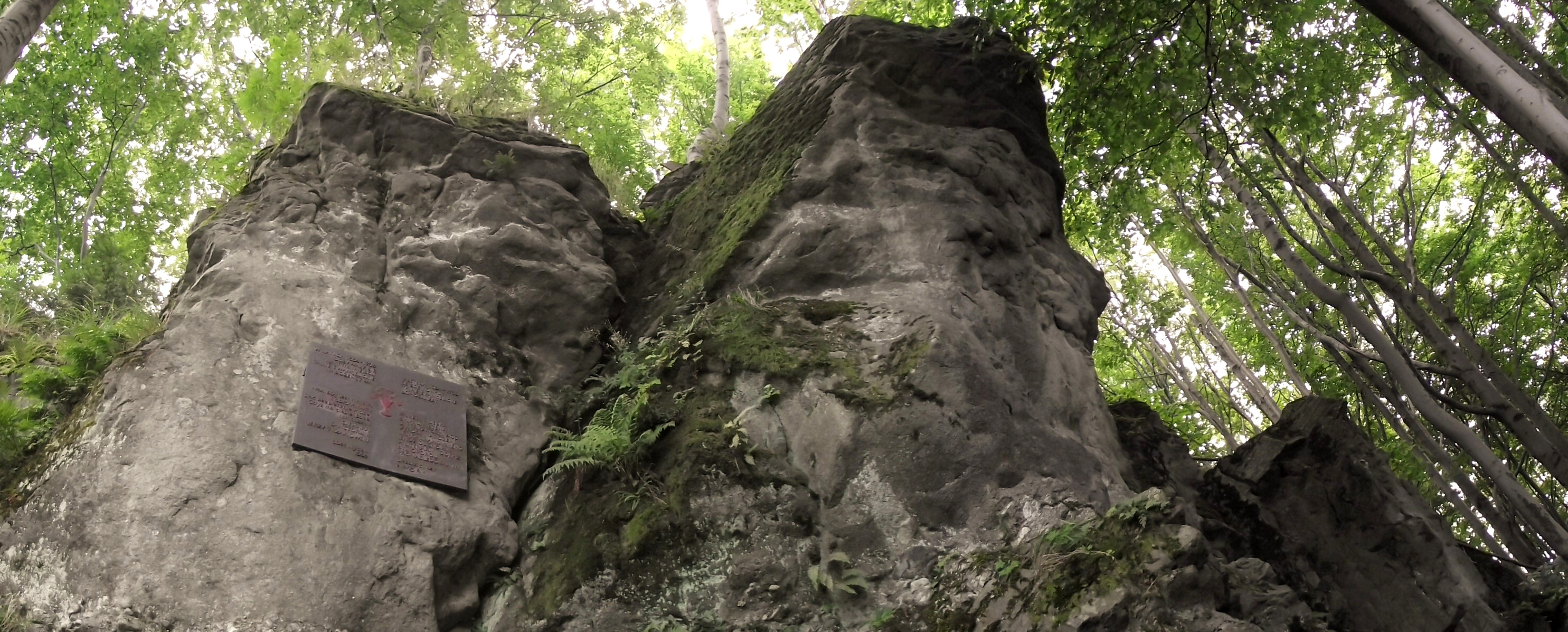
Zakamień, miejsce spotkań Jerzego Trzanowskiego

Widok z wieży widokowej na szczycie Wielkiej Czantorii

Szlak Rycerski, Ścieżka Rycerska – szlak turystyczny o długości ok. 10 kilometrów prowadzący na Wielką Czantorię.
Szlak ten rozpoczyna się w gminie Nydek, prowadzi przez szczyt Wielkiej Czantorii aż do polskiego miasta wypoczynkowego Ustroń. Na trasie znajduje się 7 przystanków, na których można dowiedzieć się na przykład: kim był Jerzy Trzanowski (Leśny Kościół Zakamień), jak żyło się w okolicy Czantorii, wstąpić na metalową wieżę widokową na szczycie Czantorii Wielkiej.
Szlak jest również związany z Legendą o śpiących rycerzach. Według tej legendy rycerze czekają ze swoimi końmi we wnętrzu góry, by w wypadku zagrożenia bronić okolicznych ziem.